# Carl Hilgers
Carl Hilgers (15 aprile 1818 – 3 dicembre 1890) è stato un pittore tedesco paesaggista della scuola di pittura di Düsseldorf.

## Biografia
Hilgers era figlio di Martin Hilgers (1764–1869). Dall'età di undici anni, nel 1829, ricevette le sue prime lezioni all'Accademia d'arte di Düsseldorf. Frequentò poi l'Accademia di Düsseldorf, dal 1833 al 1844 dove si iscrisse come studente. Come allievo del paesaggista Johann Wilhelm Schirmer, rimase diversi anni allievo della sua classe di perfezionamento. Dopo una sosta di quattro anni a Berlino, tornatò infine a Düsseldorf. Qui fu membro dell'Associazione degli artisti Malkasten. Oltre ad altri pittori della Scuola di Düsseldorf, fu amico del pittore renano Caspar Scheuren. All'epoca era noto per i suoi paesaggi invernali, che dipinse in gran numero nello stile di Düsseldorf.
Il figlio di Hilgers, Karl, era uno scultore.

## Opere

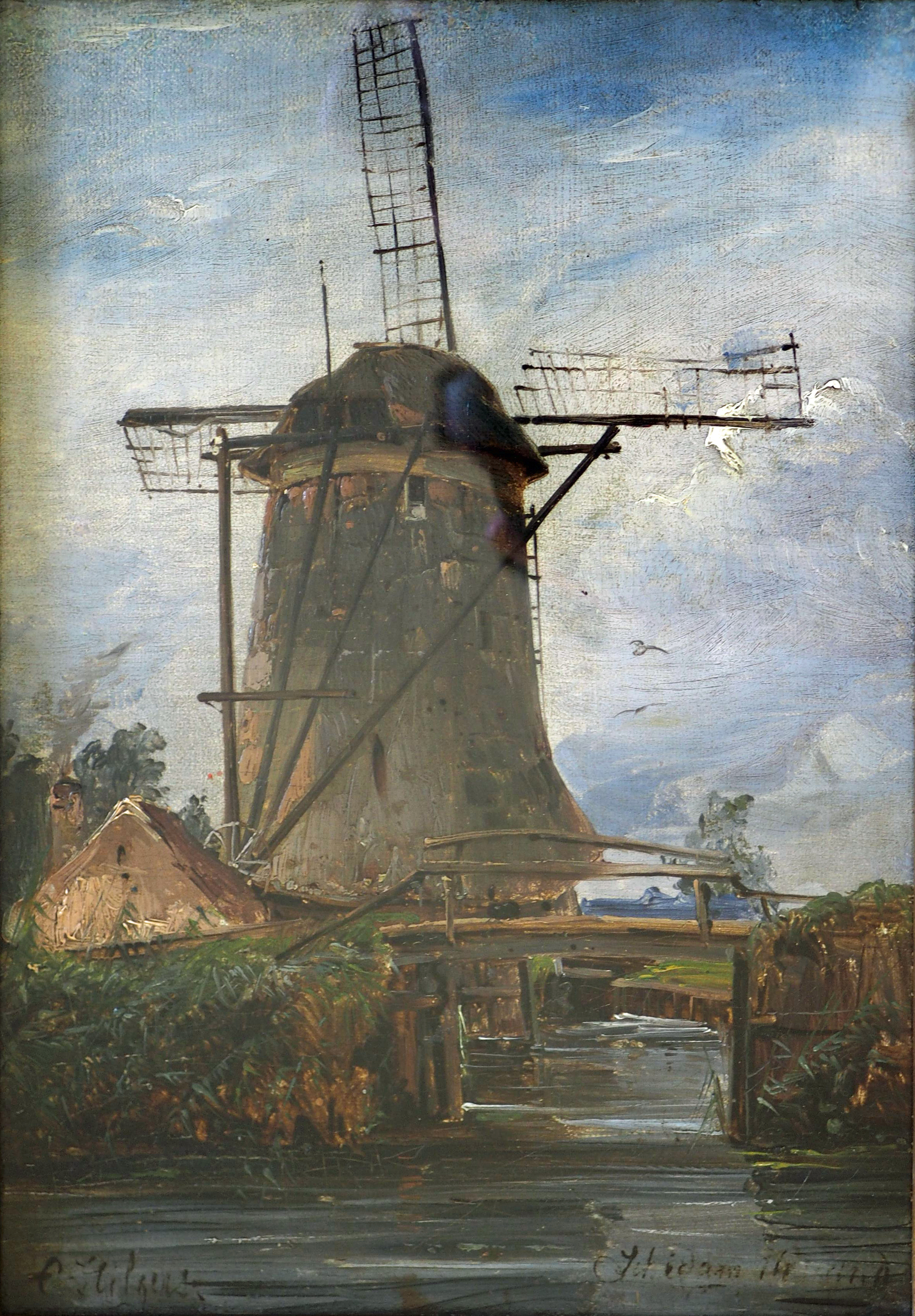
Mulino a vento a Schiedam

| - Stürmische Landschaft am Niederrhein - Tiroler Winterlandschaft - Anlandende Küstenfischer vor bretonischer Küste - Am Zeltlager - Eisvergnügen - Winterlandschaft mit Kapelle - Auf dem Eise - Porträt Bakhaus (1839) | Opere del suo tempo - Landschaft mit herannahendem Gewitter (1838) - Schneelandschaft (1838) - Holländische Hütten (1839) - Gegend bei Amsterdam (1840) - Niederländische Küche, mit der Aussicht auf die See (1840) - Winterlandschaft, Motiv bei Amsterdam (1841) - Winterlandschaft (1842) | - Winterlandschaft, Motiv bei Duisburg (1844) - Capelle im Schnee (1845) - Die Mühle, Abendbeleuchtung (1846) - Gebirgslandschaft (1848) - Landschaft, Motiv: Helsungen im Harz (1851) - Winterlandschaft mit einer Burg (1851) - Sommerlandschaft, Mühle (1852) - Winterlandschaft mit Staffage (1852) |

## Ritratto
Johann Peter Hasenclever ne realizzò un ritratto a figura intera nel 1850.